# پیتر انگلاند

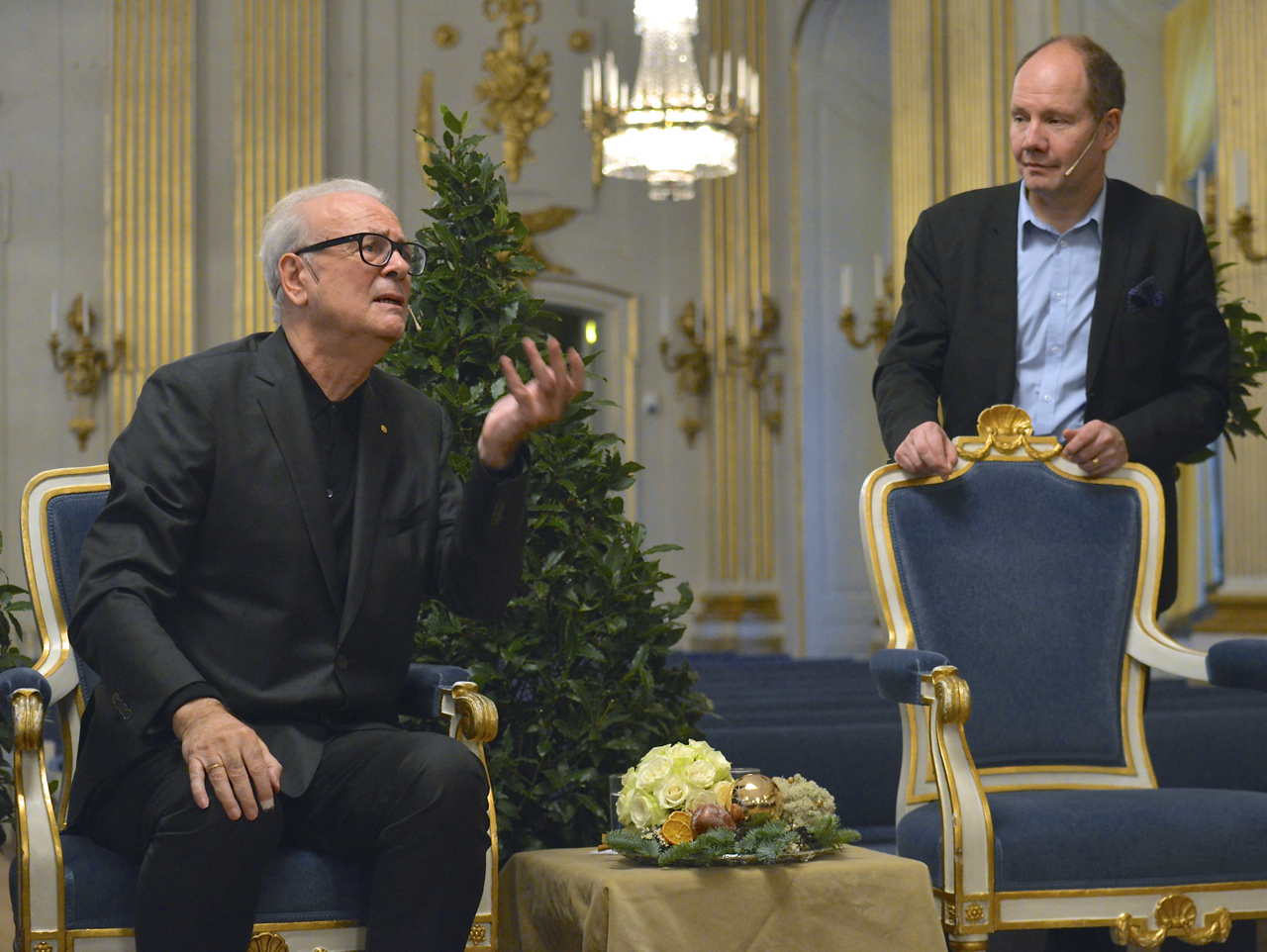
پاتریک مودیانو و پیتر انگلاند ۲۰۱۴

پیتر انگلاند (سوئدی: Peter Englund؛ زادهٔ ۴ آوریل ۱۹۵۷) تاریخ‌نگار، نویسنده، و روزنامه‌نگار اهل سوئد است. انگلاند نویسنده کتاب‌ها و مقالات غیر انتقادی است که عمدتاً دربارهٔ تاریخ و به ویژه امپراتوری سوئد می‌باشد، همچنین تألیفاتی در مورد سایر وقایع تاریخی دارد. او به سبکی بسیار روان می‌نویسد و جزئیات روایت را به‌طور معمول در کتاب‌های ساده تاریخ منتشر می‌کند. کتاب‌های اوتا کنون به زبان‌های مختلفی مانند آلمانی و چینی ترجمه شده‌اند.

## آکادمی سوئد
پیتر دبیر دائمی آکادمی سوئد از ۱ ژوئن ۲۰۰۹ تا ۳۱ مه ۲۰۱۵ بود، وی جایگزین سارا دانیوس استاد دانشگاه و فیلسوف سوئدی شد.
در آوریل ۲۰۱۸، او اعلام کرد که از عضویت فعال آکادمی سوئد کناره‌گیری می‌کند.